# Волго-Уральська історико-етнографічна область
Во́лго-Ура́льська істо́рико-етнографі́чна о́бласть (ІЕО) — історико-культурна область, що займає територію середнього Поволжя та південного Уралу. Західною межею умовно слугує річка Ока, східною — Зауралля, північною — верхів'я річок В'ятка та Кама, південною — верхня та середня течії річки Урал. Вона межує з Дніпровсько-Волзькою на заході, Ладозько-Печорською (або Біломоро-Печорською) на півночі, Західно-Сибірською та Казахстанською на сході та південному сході. Разом з Дніпровсько-Волзькою та Ладозько-Печорською входить у східну зону європейської частини Росії і об'єднує в основному народи трьох мовних груп:
- тюркська — башкири, татари, чуваші;
- фіно-угорська — марійці, мордва, удмурти;
- слов'янська — росіяни, українці, білоруси;
- інші — німці, естонці, євреї, латиші та поляки.

В IV—III століттях до н. е. проходить розпад уральської спільноти на східну (предки самодійців) та західну (фіно-угри) групи. З II тисячоліття до н. е. до I тисячоліття н. е. в результаті відокремлення від фіно-угорської спільноти східно-фінської гілки, наступний її поділ на волзьку та пермську, формування на основі їхньої взаємодії основних племінних компонентів сучасних фіно-угорських народів, складається фіно-угорська основа ІЕО.
В подальшій історії Волго-Уральської ІЕО можна виділити 5 етапів консолідації:
- в I тисячолітті склалась етнічна та культурна основа формування волзьких булгарів, башкирів, мордви, марійців, удмуртів;
- в першій третині XIII століття сформувались булгари та ранні народності башкир, мордви, удмуртів та марійців;
- на межі XV—XVI століть склались башкири, казанські татари, мішари, чуваші, мордва, марійці, удмурти з сучасними характеристиками культури та мови;
- в другій половині XVIII століття в рамках Російської держави пройшла перебудова етнічного складу, внутрішньої соціальної структури етносів;
- в XIX столітті поглиблюється процес соціально-культурної інтеграції етносів ІЕО в складі Росії із помітною модернізацією їхньої культури.

На початок XX століття в складі башкир, татар, чувашів, марійців, мордви, удмуртів виділено 120 етнографічних груп та їхніх підрозділів, 58 з яких склались до XVI століття, 62 — в XVII—XIX століттях. Розселення росіян в середнє Поволжя та на південний Урал, спочатку поодиноке, у XVIII столітті з'єдналось з основною етнічною територією росіян. В XIX—XX століттях на території ІЕО утворюються також етнічні групи українців, білорусів, латишів, німців, естонців, євреїв. Напрямок та розвиток етногенетичних процесів в XVI—XIX століттях визначались природно-історичними факторами та складним поєднанням та взаємодією соціально-політичних показників, які на середину XVI століття були результатом входження регіону в склад Росії та перетворення його у внутрішню область країни. Волго-Уральська ІЕО, зберігаючи своєрідність та самобутність, відчувала культурний вплив із заходу (Східноєвропейська історико-етнографічна провінція) та в меншій мірі зі сходу. Вона посилила власний вплив на західний Сибір, Казахстан, Середню Азію. Для розвитку ІЕО в кінці XX століття характерний новий імпульс консолідації етносів та отримання ними національно-територіального статусу різного рівня.